# ミルウォーキー (防護巡洋艦)
|          |                                                                      |
| 艦歴     |                                                                      |
| 発注:    |                                                                      |
| 起工:    | 1902年7月30日                                                        |
| 進水:    | 1904年9月10日                                                        |
| 就役:    | 1906年12月10日                                                       |
| 退役:    | 1917年3月6日                                                         |
| その後:  | 1919年8月5日に売却                                                   |
| 除籍:    | 1919年6月23日                                                        |
| 性能諸元 |                                                                      |
| 排水量:  | 9,700 トン                                                           |
| 全長:    | 426 ft 9 in                                                          |
| 全幅:    | 66 ft                                                                |
| 吃水:    | 22 ft 6 in                                                           |
| 機関:    |                                                                      |
| 最大速:  | 22ノット                                                             |
| 乗員:    | 士官、兵員673名                                                      |
| 兵装:    | 6インチ砲14門 3インチ砲18門 3ポンド砲12門 1ポンド砲8門 30口径機銃4基 |

ミルウォーキー (USS Milwaukee, C-21) は、アメリカ海軍の防護巡洋艦。セントルイス級防護巡洋艦の1隻。艦名はウィスコンシン州ミルウォーキーに因む。その名を持つ艦としては2隻目。

## 艦歴
ミルウォーキーは1902年7月30日にカリフォルニア州サンフランシスコのユニオン鉄工所で起工した。1904年9月10日にジャネット・ミッチェル（ウィスコンシン州選出上院議員ジョン・L・ミッチェルの娘）によって命名、進水し、1906年12月10日に艦長チャールズ・A・ゴーヴ中佐の指揮下就役した。
1907年3月14日から5月28日までメキシコおよびカリフォルニアの沖合で整調を行った後、ミルウォーキーは6月26日にサンフランシスコを出航し、アメリカ合衆国の権益保護のためサンサルバドルとコスタリカ沿岸を巡航、マグダレナ湾では戦隊とともに砲撃訓練を行った。その後1908年3月26日にサンフランシスコからワシントン州ブレマートンに向かい、4月25日に予備役となる。1908年の夏はハワイとホンジュラスへ巡航し、その後ピュージェット・サウンド海軍造船所で1910年5月3日まで予備役に置かれた。
ミルウォーキーは1913年6月17日に現役復帰し、太平洋予備役艦隊に配属される。続く2年にわたって数回の短期巡航を行う。ワシントン州の海軍民兵を乗せ1914年7月1日から22日までホノルルへ巡航、あとはカリフォルニアの沿岸で行われた。1916年3月18日、ミルウォーキーは予備役艦隊から、太平洋艦隊の駆逐艦および潜水艦の母艦任務に割り当てられる。サンディエゴを拠点としてミルウォーキーは演習および艦隊訓練に参加し、メキシコ水域の偵察、難民の搬送、調査任務に従事した。
1916年後半にメア・アイランド海軍工廠でオーバーホールを行った後、ミルウォーキーは1917年1月5日にカリフォルニア州ユーレカに向けて出航、1916年12月14日にフンボルト湾で座礁したH-3 (USS H-3, SS-30) の救助支援に向かう。救助作業中の1月13日、ミルウォーキーはサモア・ビーチで座礁する。乗組員は浜に無事上陸したものの、艦の復旧には失敗した。
ミルウォーキーは1917年3月6日に退役した。1918年11月の嵐により船体は二つに割れる。ミルウォーキーは1919年6月23日に除籍され、船体は1919年8月5日に売却された。